# Reserva natural del Paul do Boquilobo
La Reserva Natural do Paul do Boquilobo es una reserva natural en Portugal. Es una de las 30 áreas protegidas del país. En 1981, la Unesco lo declaró reserva de la biosfera. Se sitúa entre la confluencia del río Almonda y el río Tajo, a lo largo de la frontera de los concejos de Torres Novas y Golegã en la parte sudeste de la freguesia de Brogueira. La reserva es una zona húmeda rica debido a su valor ornitológico. El sauce y alguna variedad de plantas acuáticas forman parte de los rasgos distintivos de su vegetación. A mediados de julio alberga una colonia de algunos millares de garzas, en noviembre y febrero es escenario de reposo y alimentación de ánades rabudos, porrones, cercetas comunes y el pato-conejo.
Desde 1981 la Reserva Natural Paúl Boquilobo es considerada por UNESCO como  Reserva Mundial de la Biosfera. Esta fue la primera área protegida portuguesa en unirse a la Red Mundial de Reservas de Biosfera. Se reconoció la importancia de la Reserva como un humedal natural y como un lugar de refugio para un gran número de aves como lugar de reproducción, alimentación y descanso en las rutas de migración.
Se accede a la reserva tomando el camino de la Quinta de Paúl o por la carretera Golega / Azinhaga.
Perteneció a Enrique el Navegante, después a D. Fernando de Castro, señor de Paúl de Boquilobo y a su descendência